# Columbus (Roma)
La Columbus (già Parco di Balduina) è un'area urbana di Balduina  sita nel XIV Municipio (ex XIX) di Roma Capitale, all'interno del quartiere Q.XIV Trionfale.

## Storia

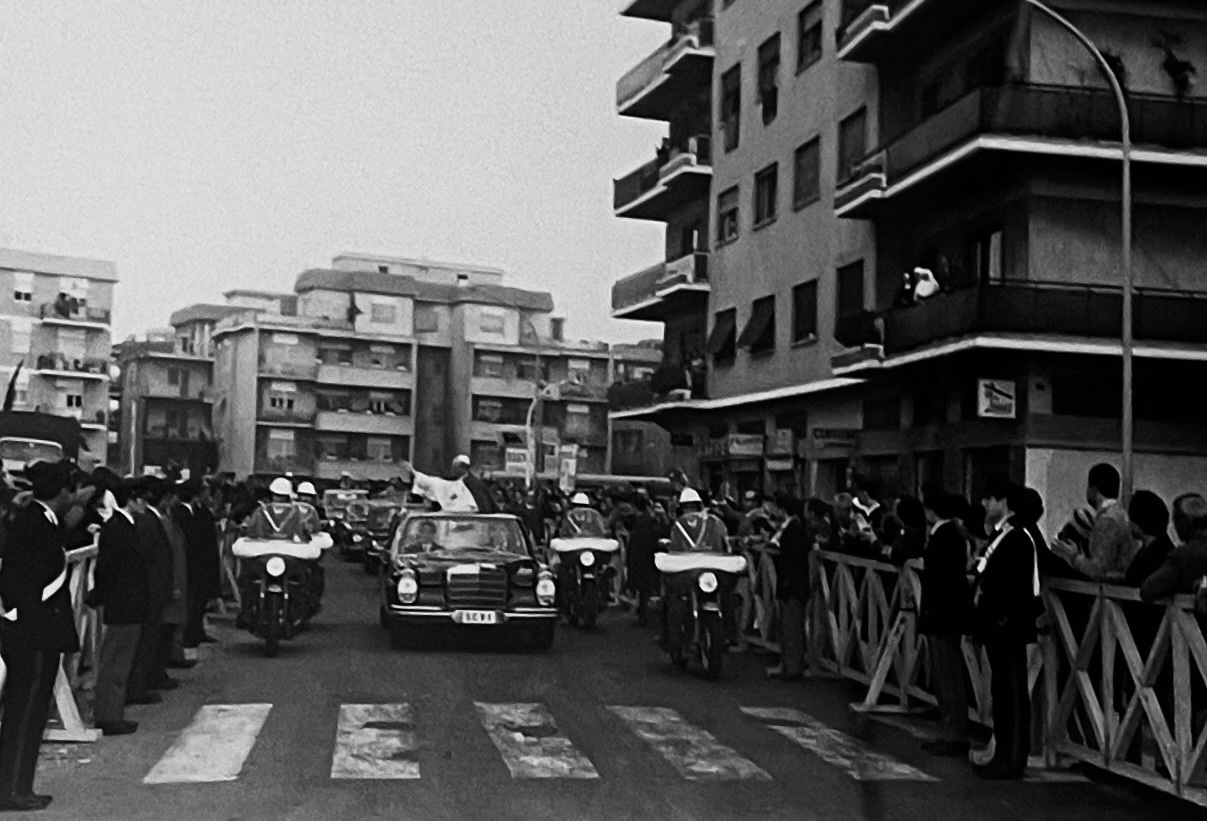
Papa Paolo VI saluta i fedeli in Via Vittorio Montiglio

In passato l'area della Columbus fece parte di una delle più estese tenute fuori Porta Angelica: la tenuta del Pigneto, proprietà della famiglia Sacchetti, originaria di Firenze, stabilitasi a Roma attorno alla metà del ‘500.
La tenuta era divisa in una parte rurale ed una padronale; questa era caratterizzata da un casino nobile (costruito tra il 1625 ed il 1630), ora distrutto, che fu opera di Pietro da Cortona. Si trattava di un complesso arricchito con logge, statue, ninfei e fontane con giochi d'acqua, di forte impatto scenografico.
Sono incerte le cause del precoce e rapido abbandono dell'edificio e dalla tenuta (tra il XVII ed il XVIII sec.), culminato con la distruzione del casino. Nel 1861 la famiglia Sacchetti cedette l'intera tenuta al principe Alessandro Torlonia.
Il quartiere sorse durante gli anni del boom economico, come centro residenziale immerso nel verde, allora chiamato "Villa del Pineto" o "Parco di Balduina", custruito dalla "Società Edilizia Pineto", società di proprietà della famiglia Torlonia e della Società generale immobiliare.
Al progetto della S.E.P. si oppose per primo il quotidiano L'Unità, il quale definì il progetto "La colata di cemento sul Pineto". La costruzione del quartiere e la conseguente privatizzazione delle aree verdi furono osteggiati dal Partito Comunista Italiano, il quale lamentava che esso fosse sorto su un'area verde all'interno di un'oasi naturale e che il progetto ultimo dei proprietari dei complessi immobiliari fosse quello di cementificare parte del Parco, oppure di costruirvi circoli sportivi anche dopo che era stato dichiarato non edificabile (1987).
Nel 1985 il partito organizzò marce di protesta su Via della Pineta Sacchetti e all'interno del Parco del Pineto, arrivando ad entrare illegalmente all'interno del "Parco delle Mimose" per un pic-nic di protesta.
Il nome attuale deriva dal Complesso integrato Columbus, struttura ospedaliera un tempo privata, sorta negli anni sessanta e denominata dapprima "Clinica «G. Moscati»" (a Giuseppe Moscati è tuttora intitolata la strada che vi conduce) e poi "Clinica Columbus": a partire dagli anni 2000 il complesso è gestito dal Policlinico Universitario Agostino Gemelli.
Ad oggi il quartiere è gestito da un consorzio privato e fa parte della zona urbanistica 19F Pineto, contando 1452 dei 1 921 abitanti totali.

## Geografia fisica

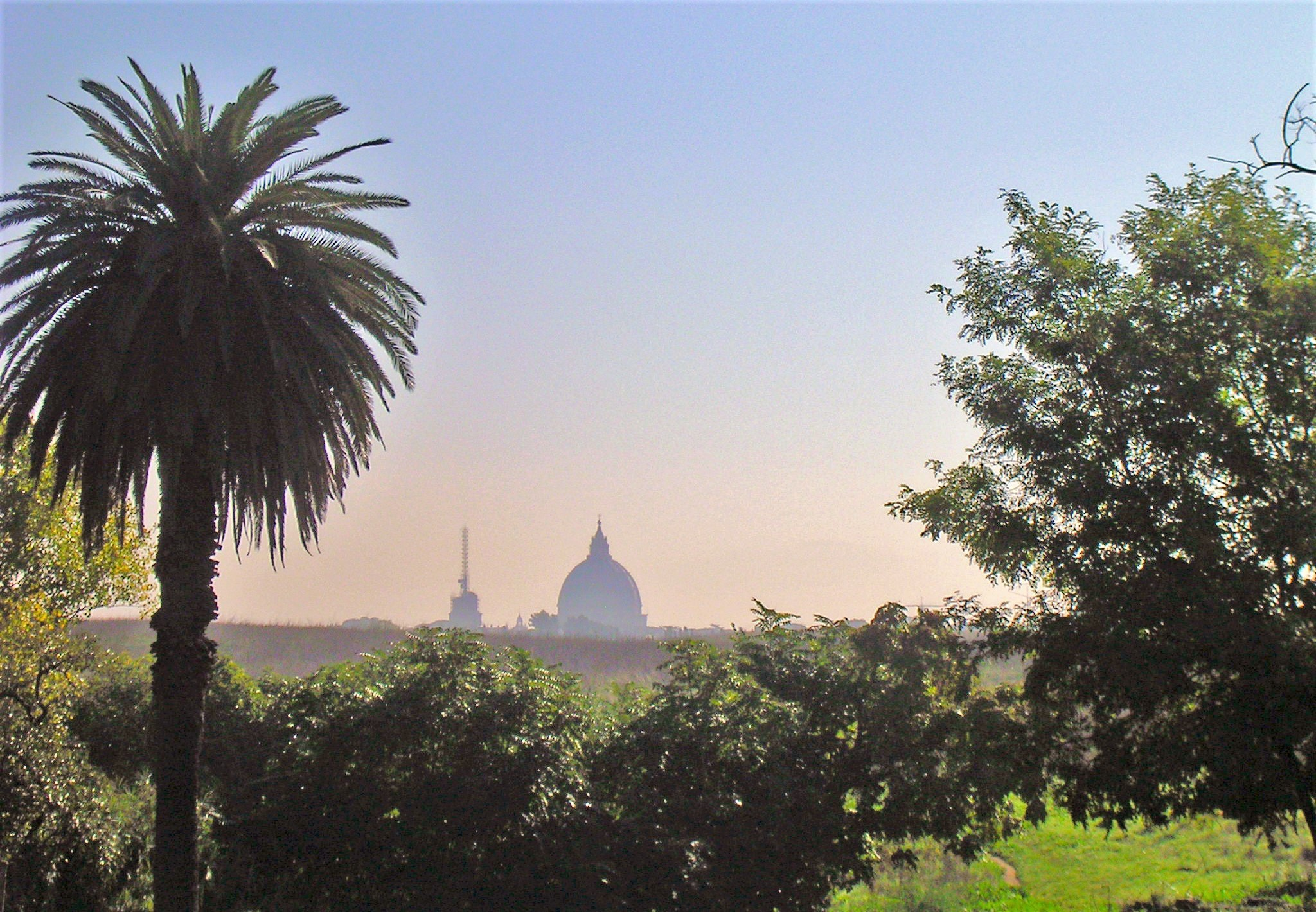
Vista verso la Basilica di San Pietro dal Parco del Pineto

### Clima
La zona si trova tra i 102 ed i 114 metri sul livello del mare; rispetto alle altre zone di Roma infatti il clima è leggermente più fresco durante l'estate e più freddo durante l'inverno.

### Flora e Fauna
L'area della Columbus è grande 1,51 km², 2/3 dei quali sono ricoperti da verde. Il più grande parco presente nella zona è il Parco regionale del Pineto, della grandezza di 26 ettari, nel quale domina la macchia mediterranea con alcune zone di sughereta; si possono trovare l'erica arborea, il cisto, il lentisco, il mirto, gli asfodeli ed il corbezzolo. Per quanto riguarda la fauna, sono presenti il pettirosso, il picchio verde, il gruccione e la rondine.

## Odonomastica
Del quartiere fanno parte le seguenti vie:

### Medaglie d'oro al valor militare
- Via Vittorio Montiglio, già Via della Valle dell'Inferno
- Via Bernardo Barbiellini Amidei, già Via della Balduina Nuova
- Via Enrico Pezzi
- Largo Guido Cencetti
- Via Luigi Arbib Pascucci, già via del Pinocchio

### Medici
- Largo Antonio Cavallaro
- Via Giuseppe Moscati, già via di Colle Pino [7]

### Locale
- Via della Pineta Sacchetti (solo alcuni numeri pari in corrispondenza di via Bernardo Barbiellini Amidei), porzione già chiamata Via Alta.

## Monumenti e luoghi d'interesse

Il cardinale Luigi Traglia alla posa della prima pietra della Chiesa di Gesù Divino Maestro

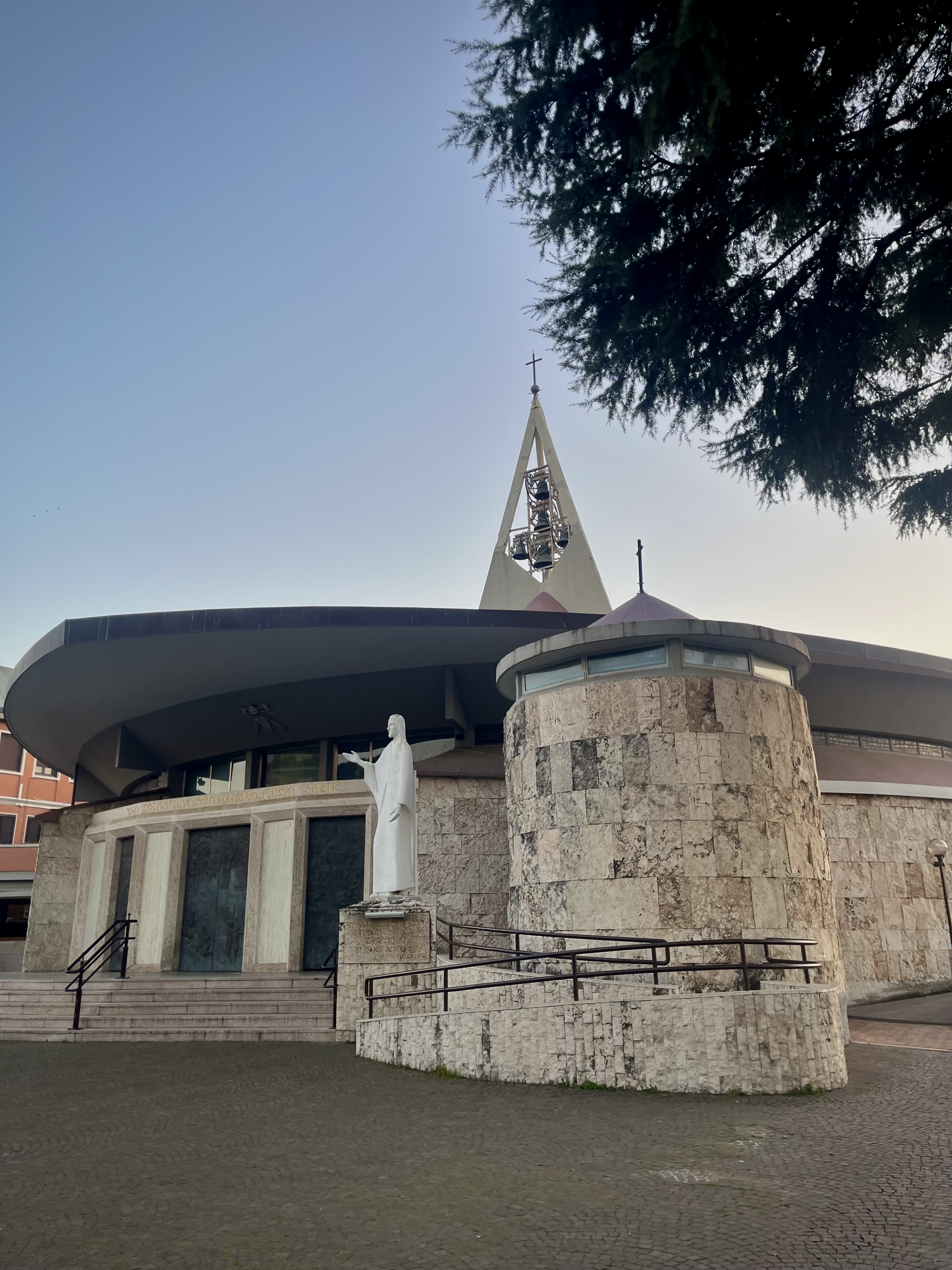
Chiesa

### Architetture religiose
Chiesa di Gesù Divino Maestro: edificata per volere di Papa Paolo VI, tra il 1966 ed il 1967 su progetto dell'architetto Carlo Bevilacqua e inaugurata solennemente dal Cardinale Luigi Traglia con consacrazione il 30 settembre 1967. La chiesa ha ricevuto la visita di due pontefici: quella di Paolo VI il 2 aprile 1972, domenica di Pasqua, e quella di san Giovanni Paolo II il 15 dicembre 1991.

### Architetture civili
L’Istituto Suore di Santa Dorotea di Cemmo, situato in via Giuseppe Moscati è stato progettato dall’architetto Cesare Ligini. Dal 2018, è stato inserito tra i beni di interesse della Direzione Generale Creatività Contemporanea del Ministero della Cultura.

### Aree verdi
Parco regionale urbano del Pineto: parco Regionale urbano istituito nel 1987 nell'area del Pineto, con destinazione a parco pubblico ed oasi naturalistica; il Piano di assetto messo a punto dal Comune di Roma nel 1989 definì un’area di riserva integrale di 26 ettari, di cui una  porzione fa parte del quartiere.
Giardini via Amidei: piccolo giardino urbano con alcune panchine, situato di fronte alla Chiesa Gesù Divino Maestro.

## Collegamenti
|  | È raggiungibile dalla stazione di Gemelli. |